# Cornifrons ulceratalis
Cornifrons ulceratalis ist ein Schmetterling aus der Familie der Crambiden (Crambidae).

## Merkmale
Die Falter erreichen eine Flügelspannweite von 18 bis 22 Millimeter. Die Fühler der Männchen sind bewimpert. Die Vorderflügel sind ziemlich schmal, spitz und haben einen schräg verlaufenden Außenrand. Sie haben eine weiße oder gelblich weiße Grundfärbung. Die Zeichnung besteht aus einem acht- oder nierenförmigen Diskalfleck, aus einer gekrümmten, wellenförmigen inneren Querlinie und einer stark wellenförmigen äußeren Querlinie, die wie bei vielen Pyraustinae-Arten auch, zwischen Dorsal- und Diskalfleck stark gekrümmt ist. Am Flügelaußenrand befinden sich zwischen den Aderenden kleine schwarze runde Punkte. Die Fransenschuppen sind weißlich und mit dunkleren Bändern gezeichnet. Die Hinterflügel sind perlweiß und entlang der Aderung schwach gelblich. Die äußere Querlinie ist bis auf den dunklen Fleck auf der Ader CuA2 unsichtbar. Die Saumlinie ist dunkel und sehr blass. Die Fransenschuppen sind weiß. Die Zeichnung ist sehr variabel. Einige Exemplare sind nahezu zeichnungslos und haben nur einen etwas dunkleren Diskalfleck und blasse Querlinien. Andere können – vor allem um den Diskalfleck herum und distal zu den Querlinien – stark mit groben schwärzlichen Schuppen gesprenkelt sein. Die dunkelsten Exemplare haben die weißeste Grundfärbung, gelbe Exemplare sind häufig nahezu zeichnungslos.
Bei den Männchen verjüngt sich der Uncus zu einer stumpfen Spitze und ist mit einigen kurzen, gekrümmten, haarartigen Borsten versehen. Der Gnathos verjüngt sich und ist in der Nähe des Apex mit etwa vier winzigen Zähnen versehen. Die Valven sind schwach gekrümmt, parallelwandig und haben eine rundliche Spitze. Das Klammerorgan (Clasper) fehlt. Im distalen Teil des Phallus befinden sich zwei kleine Cornutigruppen.
Bei den Weibchen ist das Corpus bursae klein und fast kugelförmig. Der nach hinten gerichtete Lobus ist ebenso lang wie das Corpus. Die Signa sind breit. Der Ductus bursae verjüngt sich beginnend von der Basis, vor dem sklerotisierten Colliculum ist er geweitet und schwach sklerotisiert.

## Verbreitung
Cornifrons ulceratalis ist auf den Kanarischen Inseln, in Portugal, Spanien, den Mittelmeerinseln einschließlich Kreta, in Südosteuropa, Nordafrika (Marokko, Algerien, Tunesien, Libyen), Zypern und dem Iran verbreitet. Bei günstigen klimatischen Bedingungen können Exemplare von Cornifrons ulceratalis durch kräftige Winde von Nordafrika nach Europa verdriftet werden.

## Biologie
In Algerien fand man Raupen in zusammengesponnenen Triebspitzen der Kreuzblütler Henophyton deserti und Sesam (Sesamum indicum). Junge Raupen bevorzugen fleischigere Blätter, wo sie das Parenchym fressen. Ältere Raupen fressen dann den gesamten Trieb. In Gefangenschaft wurde beobachtet, dass sie im Sand Gespinströhren anlegen. Die ausgewachsenen Raupen sind rötlich braun und haben dünne, fahle Längsstreifen. Sie verpuppen sich in einem festen Kokon, der aus Seide und Sandpartikeln besteht. Die Falter fliegen von Oktober bis Mai, es wird vermutet, dass es sich dabei um eine einzige Generation handelt.

## Systematik
Aus der Literatur ist das folgende Synonym bekannt:
- Scoparia seriziatalis Oberthür, 1876

## Belege
1. ↑  Lederer, Julius (1858): Noch einige syrische Schmetterlinge. Wiener Entomologische Monatsschrift 2: Seite 135–152 PDF
2. 1 2 3 4 5 6  Barry Goater, Matthias Nuss, Wolfgang Speidel: Pyraloidea I (Crambidae, Acentropinae, Evergestinae, Heliothelinae, Schoenobiinae, Scopariinae). In: P. Huemer, O. Karsholt, L. Lyneborg (Hrsg.): Microlepidoptera of Europe. 1. Auflage. Band 4. Apollo Books, Stenstrup 2005, ISBN 87-88757-33-1, S. 99 (englisch).
3. ↑  Rebel, Hans (1892): Beitrag zur Microlepidopterenfauna des canarischen Archipels. Annalen des k. k. naturhistorischen Hofmuseums 7(3): S. 241–284 PDF
4. ↑  Dantart, Jordi; Stefanescu, Constantí; Àvila, Anna; Alacrón, Marta (2009): Long-distance wind-borne dispersal of the moth Cornifrons ulceratalis (Lepidoptera: Crambidae: Evergestinae) into the northern Mediterranean. PDF
5. ↑  Global Information System on Pyraloidea (GlobIZ). Abgerufen am 6. Juni 2014.
6. ↑  Cornifrons ulceratalis bei Fauna Europaea. Archiviert vom Original im Internet Archive. Abgerufen am 16. Juni 2014